# Heliotropium styligerum
Heliotropium styligerum är en strävbladig växtart som beskrevs av Ernst Rudolf von Trautvetter. Heliotropium styligerum ingår i Heliotropsläktet som ingår i familjen strävbladiga växter. Inga underarter finns listade i Catalogue of Life.